# Nuoto ai XIV Giochi panamericani
Il nuoto ai Giochi panamericani 2003 ha visto lo svolgimento di 32 gare, 16 maschili e 16 femminili.

## Medagliere
| #      | Nazione           | Oro | Argento | Bronzo | Totale |
| ------ | ----------------- | --- | ------- | ------ | ------ |
| 1      | Stati Uniti       | 21  | 17      | 8      | 46     |
| 2      | Brasile           | 3   | 6       | 12     | 21     |
| 3      | Canada            | 2   | 4       | 6      | 12     |
| 4      | Argentina         | 2   | 3       | 0      | 5      |
| 5      | Trinidad e Tobago | 2   | 2       | 0      | 4      |
| 6      | Venezuela         | 2   | 1       | 0      | 3      |
| 7      | Guatemala         | 0   | 0       | 2      | 2      |
| 8      | Panama            | 0   | 0       | 1      | 1      |
| 8      | Cile              | 0   | 0       | 1      | 1      |
| 8      | Messico           | 0   | 0       | 1      | 1      |
| Totale | Totale            | 32  | 32      | 32     | 96     |

## Podi

### Uomini
| Evento               | Oro                                                                   | Prest.   | Argento                                                              | Prest.   | Bronzo                                                      | Prest.   |
| Stile libero         |                                                                       |          |                                                                      |          |                                                             |          |
| 50 m                 | Fernando Scherer                                                      | 22"40    | José Martín Meolans                                                  | 22"42    | Gary Hall Jr.                                               | 22"43    |
| 100 m                | José Martín Meolans                                                   | 49"27    | George Bovell                                                        | 49"61    | Gustavo Borges                                              | 49"90    |
| 200 m                | George Bovell                                                         | 1'48"90  | Dan Ketchum                                                          | 1'49"34  | Rodrigo Castro                                              | 1'49"55  |
| 400 m                | Ricardo Monasterio                                                    | 3'50"01  | Fran Crippen                                                         | 3'52"62  | Bruno Bonfim                                                | 3'54"82  |
| 1500 m               | Ricardo Monasterio                                                    | 15'16"98 | Fran Crippen                                                         | 15'19"63 | Chris Thompson                                              | 15'19"64 |
| Dorso                |                                                                       |          |                                                                      |          |                                                             |          |
| 100 m                | Peter Marshall                                                        | 55"52    | George Bovell                                                        | 55"81    | Jayme Cramer                                                | 55"88    |
| 200 m                | Rogério Romero                                                        | 1'59"92  | Luke Wagner                                                          | 2'00"74  | Joey Faltraco                                               | 2'01"31  |
| Rana                 |                                                                       |          |                                                                      |          |                                                             |          |
| 100 m                | Mark Gangloff                                                         | 1'00"95  | Jarrod Marrs                                                         | 1'01"71  | Eduardo Fischer                                             | 1'01"88  |
| 200 m                | Kyle Salyards                                                         | 2'13"37  | Sean Quinn                                                           | 2'15"77  | Marcelo Tomazini                                            | 2'15"87  |
| Farfalla             |                                                                       |          |                                                                      |          |                                                             |          |
| 100 m                | Ben Michaelson                                                        |          | José Martín Meolans                                                  |          | Kaio de Almeida                                             |          |
| 200 m                | Michael Raab                                                          | 1'57"33  | Kaio de Almeida                                                      | 1'58"10  | Pedro Monteiro                                              | 1'59"38  |
| Misti                |                                                                       |          |                                                                      |          |                                                             |          |
| 200 m                | George Bovell                                                         |          | Thiago Pereira                                                       |          | Eric Donnelly                                               |          |
| 400 m                | Robert Margalis                                                       |          | Eric Donnelly                                                        |          | Thiago Pereira                                              |          |
| Staffette            |                                                                       |          |                                                                      |          |                                                             |          |
| 4x100 m stile libero | Brasile Carlos Jayme Gustavo Borges Fernando Scherer Jader Souza      | 3'18"66  | Venezuela Osvaldo Quevedo Raymond Rosal Luis Rojas Octavio Alesi     | 3'23"14  | Canada Brian Edey Chad Murray Matt Rose Colin Russell       | 3'23"83  |
| 4x200 m stile libero | Stati Uniti Daniel Ketchum Jeffrey Lee Ryan Lochte Bryan Goldberg     | 7'18"93  | Brasile Carlos Jayme Rafael Mosca Gustavo Borges Rodrigo Castro      | 7'25"17  | Canada Scott Dickens Brian Edey Tobias Oriwol Colin Russell | 7'27"18  |
| 4x100 m misti        | Stati Uniti Peter Marshall Mark Gangloff Ben Michaelson Nick Brunelli | 3'27"27  | Brasile Paulo Machado Eduardo Fischer Kaio de Almeida Gustavo Borges | 3'40"02  | Canada Sean Sepulis Scott Dickens Chad Murray Matt Ross     | 3'40"12  |

### Donne
| Evento               | Oro                                                                     | Prest. | Argento                                                              | Prest. | Bronzo                                                                  | Prest. |
| Stile libero         |                                                                         |        |                                                                      |        |                                                                         |        |
| 50 m                 | Kara Lynn Joyce                                                         |        | Flávia Delaroli                                                      |        | Eileen Coparropa                                                        |        |
| 100 m                | Courtney Shealy                                                         |        | Christina Swindle Florencia Szigeti                                  |        |                                                                         |        |
| 200 m                | Dana Vollmer                                                            |        | Colleen Lanne                                                        |        | Mariana Brochado                                                        |        |
| 400 m                | Elizabeth Hill                                                          |        | Morgan Hentzen                                                       |        | Monique Ferreira                                                        |        |
| 800 m                | Morgan Hentzen                                                          |        | Rachael Burke                                                        |        | Kristel Köbrich                                                         |        |
| Dorso                |                                                                         |        |                                                                      |        |                                                                         |        |
| 100 m                | Diana MacManus                                                          |        | Courtney Shealy                                                      |        | Gisela Morales                                                          |        |
| 200 m                | Jamie Reid                                                              |        | Diana MacManus                                                       |        | Gisela Morales                                                          |        |
| Rana                 |                                                                         |        |                                                                      |        |                                                                         |        |
| 100 m                | Staciana Stitts                                                         |        | Corrie Clark                                                         |        | Kathleen Stoody                                                         |        |
| 200 m                | Alexi Spann                                                             |        | Lisa Blackburn                                                       |        | Kathleen Stoody                                                         |        |
| Farfalla             |                                                                         |        |                                                                      |        |                                                                         |        |
| 100 m                | Bethany Goodwin                                                         |        | Audrey Lacroix                                                       |        | Dana Kirk                                                               |        |
| 200 m                | Audrey LaCroix                                                          |        | Noelle Bassi                                                         |        | Dana Kirk                                                               |        |
| Misti                |                                                                         |        |                                                                      |        |                                                                         |        |
| 200 m                | Joanne Malar                                                            |        | Corrie Clark                                                         |        | Laura Davis                                                             |        |
| 400 m                | Georgina Bardach                                                        |        | Kristen Caverly                                                      |        | Joanna Maranhão                                                         |        |
| Staffette            |                                                                         |        |                                                                      |        |                                                                         |        |
| 4x100 m stile libero | Stati Uniti Amanda Weir Christina Swindle Colleen Lanne Courtney Shealy |        | Canada Audrey Lacroix Elizabeth Collins Joanne Malar Kelly Moody     |        | Brasile Flávia Delaroli Rebeca Gusmão Monique Ferreira Tatiana Lima     |        |
| 4x200 m stile libero | Stati Uniti Elizabeth Hill Colleen Lanne Carly Piper Dana Vollmer       |        | Brasile Ana Muniz Paula Ribeiro Mariana Brochado Monique Ferreira    |        | Canada Joanne Malar Maya Beaudry Elizabeth Collins Kelly Doody          |        |
| 4x100 m misti        | Stati Uniti Diana MacManus Staciana Stitts Dana Vollmer Amanda Weir     |        | Canada Joanne Malar Kathleen Stoody Audrey Lacroix Elizabeth Collins |        | Messico Danielle de Alba Adriana Marmolejo Atenas Lopez Alejandra Galan |        |